# Ellen Thesleff

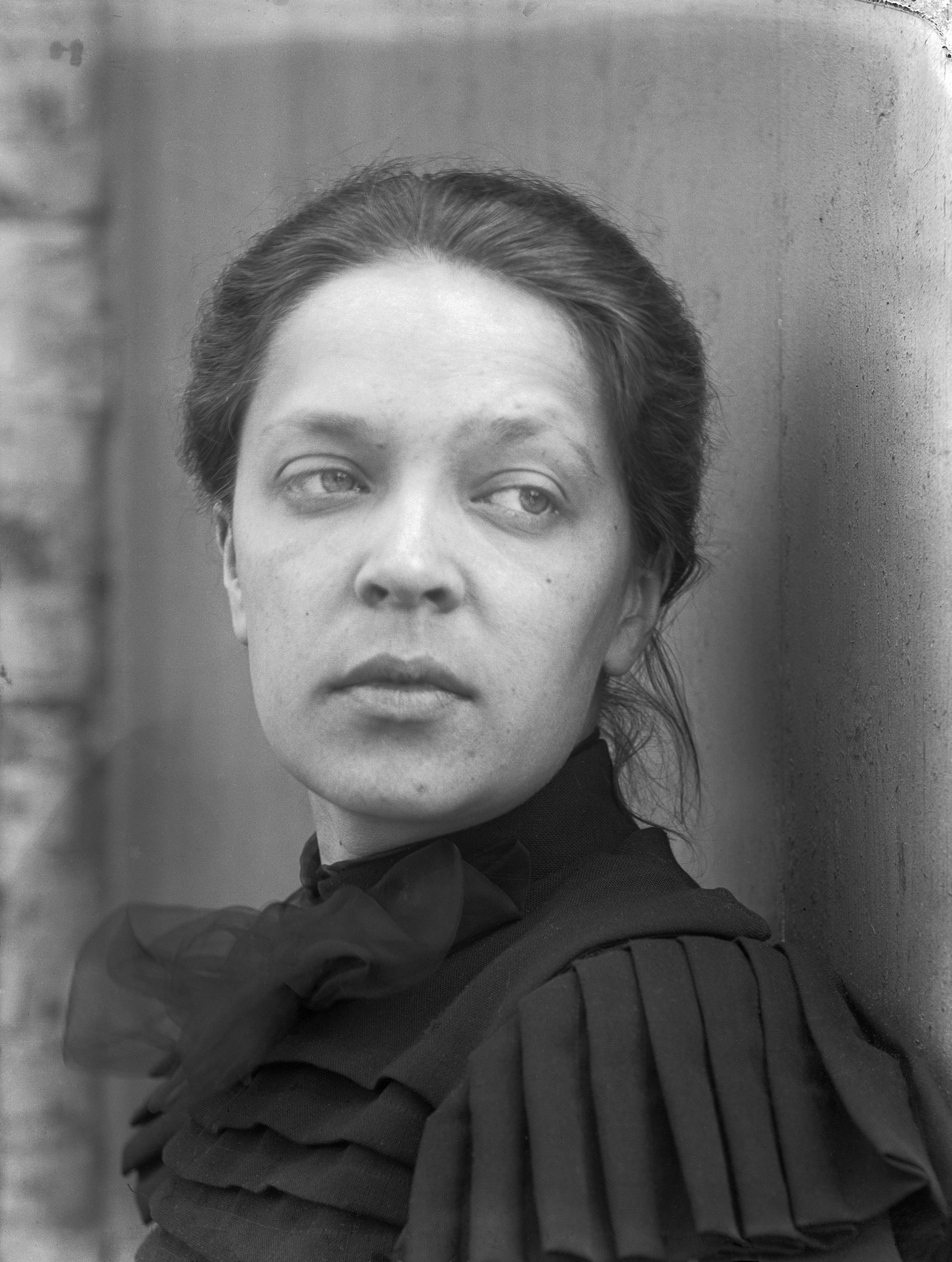
Ellen Thesleff

Ellen Thesleff (Helsinki, 5 oktober 1869 – aldaar, 12 januari 1954) was een Fins schilderes en houtsnijder en een prominent vertegenwoordigster van de Gouden Tijd (Kultakausi) in de Finse kunst (1870-1920). 

## Leven en werk
Thesleff kreeg haar eerste lessen van haar vader, die amateurschilder was. Van 1887 tot 1889 studeerde ze aan de Tekenschool van de Finse Kunstvereniging (Suomen Taideyhdistyksen piirustuskoulu) en vervolgens bij Gunnar Berndtson. Van 1891-1892 en 1893-1894 studeerde ze aan de Académie Colarossi in Parijs. Ook tijdens de eeuwwisseling verbleef ze in Parijs, waar ze op de Exposition Universelle een bronzen medaille won.
Aanvankelijk schilderde Thesleff in een symbolistische stijl, waarbij ze sobere kleuren gebruikte. Dit "zwarte colorisme" ruilde ze aan het begin van de 20ste eeuw in voor een uitbundig kleurige stijl, waarmee ze een van de eerste expressionisten van Finland werd. Uit 1916 dateert haar bekendste citaat: "Geen theorieën, geen vorm, alleen kleur".
Veel van haar werk kwam tot stand in Italië, waar ze vanaf 1906 een groot deel van haar leven doorbracht, 's zomers in Florence en 's winters in Forte dei Marmi. Ze raakte er bevriend met de theatervernieuwer Gordon Craig, die haar stimuleerde om zich met houtsneden bezig te houden.
In 1912 nam Thesleff deel aan de eerste expositie van de kunstenaarsgroep Septem, die overigens toen nog niet onder die naam opereerde. In 1914 had ze de groep alweer verlaten. Thesleff was uitgesproken internationaal georiënteerd en nam deel aan tentoonstellingen in Moskou (1916), Sint-Petersburg (1917), Göteborg (1923), Stockholm (1929), Oslo (1932) en Milaan (1937).

## Tentoonstellingen (selectie)
- 2016 - Ellen Thesleff, Stockholm, Sven-Harrys Konstmuseum.[2]